# Krzysztof Toporkiewicz
Krzysztof Toporkiewicz (* 21. April 2002 in Limanowa) ist ein polnischer Fußballspieler, der hauptsächlich im offensiven Mittelfeld für KKS 1925 Kalisz spielt.

## Karriere

### Verein
Toporkiewicz begann das Fußballspielen in der Jugend bei verschiedenen Vereinen, darunter KS Tymbark, Sandecja Nowy Sącz und AKS SMS Łódź.
Im Jahr 2019 wechselte Toporkiewicz zu Jagiellonia Białystok und spielte zunächst für die U19-Mannschaft des Vereins. Er debütierte am 15. Dezember 2019 für die erste Mannschaft von Jagiellonia Białystok gegen Lechia Gdańsk in der Ekstraklasa. Das Spiel gewann Jagiellonia mit 3:0.
In der Saison 2021/22 wurde er an OKS Stomil Olsztyn ausgeliehen, welche in der zweithöchsten Spielklasse Polens spielten. Er kam zu zwölf Einsätzen für Stomil. Um weitere Spielpraxis zu erhalten, wechselte Krzysztof auf Leihbasis in der Saison 2022/23 zu Sandecja Nowy Sącz, ebenfalls in der Fortuna 1 Liga (zweithöchste Spielklasse) aktiv. Seine Bilanz in dieser Saison waren 23 Ligaeinsätze und zwei polnische Pokaleinsätze.
Mit Beginn der Saison 2023/24 kehrte Toporkiewicz zu seinem Verein Jagiellonia Białystok zurück. Nach Ende der Saison wechselte er zum Zweitligisten KKS 1925 Kalisz.